# Bisbat suburbicari de Sabina-Poggio Mirteto

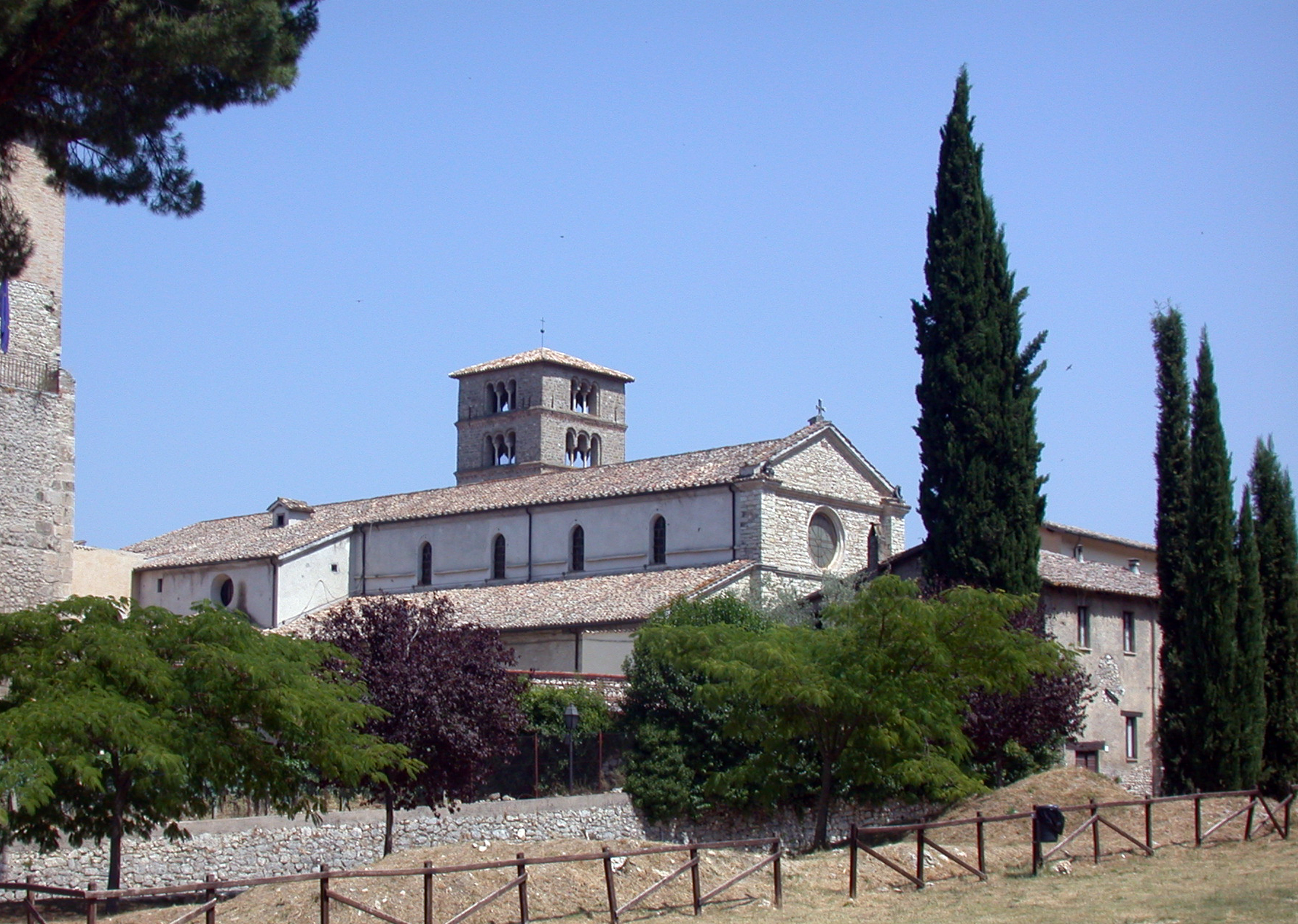
abadia de Farfa.

El bisbat suburbicari de Sabina-Poggio Mirteto (italià:  sede suburbicaria di Sabina-Poggio Mirteto; llatí: Sabinensis-Mandelensis) és una seu de l'Església catòlica, sufragània del bisbat de Roma, que pertany a la regió eclesiàstica Laci. El 2010 tenia 187.351 batejats d'un total 175.808 habitants. Actualment està regida pel bisbe Ernesto Mandara.

## Territori
La diòcesi comprèn 38 municipis del Laci, distribuïts en dues províncies:
- a la província de Rieti els municipis de Cantalupo in Sabina, Casaprota, Casperia, Castelnuovo di Farfa, Collevecchio, Cottanello, Fara in Sabina, Forano, Frasso Sabino, Magliano Sabina, Mompeo, Montasola, Montebuono, Monteleone Sabino, Montenero Sabino, Montopoli di Sabina, Poggio Catino, Poggio Mirteto, Poggio Moiano, Poggio Nativo, Poggio San Lorenzo, Roccantica, Salisano, Scandriglia, Selci, Stimigliano, Tarano, Toffia, Torri in Sabina i Torricella in Sabina;
- a la ciutat metropolitana de Roma Capital els municipis de Mentana, Monteflavio, Montelibretti, Monterotondo, Montorio Romano, Moricone, Nerola i Palombara Sabina;
- també pertanyen a la diòcesi la part de Santa Maria della Neve, al municipi de Calvi dell'Umbria, a la província de Terni.

La seu episcopal és la ciutat de Poggio Mirteto, on es troba la catedral de Santa Maria Assunta. A Magliano Sabina està la cocatedral de San Liberatore. Finalment, a Torri in Sabina, es troba l'excatedral de Santa Maria di Vescovio.
El territori s'estén sobre 918 km², i està dividit en 82 parròquies, agrupades en quatre vicariats:
- Monterotondo-Mentana,
- Palombara Sabina,
- Martiri Sabini
- Poggio Mirteto-Magliano.

## Història
La regió històrica de Sabina tenia, almenys des del segle v, tres diòcesis antigues: Forum Novum, Cures Sabini i Nomentum. Curi, capital primitiva de Sabina, el bisbe de la qual tenia el títol de episcopus Sabinensis, es va unir a finals del segle vi a Nomento, al seu torn unida a la segona meitat del segle ix amb Vescovio, que va esdevenir l'única diòcesi de Sabina. Després d'això, els bisbes van prendre el títol d'episcopi Sabinensis i van fer de Vescovio, ara un llogaret de Torri in Sabina, la seu de la diòcesi.
El bisbe Giovanni V (1058-1061) va ser el primer al qual s'afegeix, en els documents, la denominació de cardenal.
El 18 de setembre de 1495 amb la butlla Sacrosancta Romana ecclesia del Papa Alexandre VI va traslladar la seu episcopal de Vescovio a Magliano Sabina.
El 23 de novembre de 1841 sota la butlla Studium quo impense afficimur del papa Gregori XVI el títol de l'Abadia de Farfa es va unir a la seu de Sabina: encara avui la seu de Sabina-Poggio Mirteto està unida a aquest antig títol abacial. El mateix dia en què va ser erigida la diòcesi de Poggio Mirteto, amb territori desmembrat del bisbat suburbicari de Sabina i les abadies territorials suprimides de Farfa i San Salvatore Maggiore.
Les dues diòcesis es van unir el 3 de juny de 1925 sota el nom de Sabina i Poggio Mirteto en virtut de la butlla Suburbicariae Sabinae del Papa Pius XI. Simultàniament Poggio Mirteto va perdre l'enclavament en l'àrea de Rieti, corresponent a les set parròquies que havien format part de l'antiga abadia territorial de San Salvatore Maggiore, per a benefici de la diòcesi de Rieti.
Amb la reforma de les seus suburbicàries desitjats pel papa Joan XXIII el 1962, els cardenals tenen només el títol de la seu suburbicària, mentre que el govern pastoral de la diòcesi està confiada a un bisbe residencial.
El 30 de setembre de 1986, les dues seus de Sabina i Poggio Mirteto es van unir amb la fórmula d'unió plena i la nova circumscripció eclesiàstica va prendre el seu nom actual. El mateix es convertí en catedral de la diòcesi de l'església de l'Assumpció de Poggio Mirteto.
Cal no confondre la suburbicària de Sabina amb el títol cardenalici de Santa Sabina a Roma.

## Cronologia episcopal

### Bisbes deForum Novumo Vescovio
- Paolo † (citat el 465)
- Asterio † (citat el 487)
- Proiettizio † (inicis de 499 - finals de 502)
- San Lorenzo ? † (citat el 550 circa)
- Giovanni I † (citat el 649)
- Marziano o Martiniano † (citat el 721)
- Tonfo † (citat el 743)
- Pietro † (citat el 778)
- Issa ? † (citat el 799)
- Teodoro † (citat el 804)
- Samuele † (citat el 826)
- Sergio † (inicis de 853 - finals de 868)
- Leone † (citat el 879)
- Gregorio † (citat el 928)
- Anastasio † (citat el 948)
- Giovanni II † (citat el 963)

### Cardenals bisbes de Sabina amb seu a Vescovio
- Giovanni III † (citat el 984)[2]
- Benedetto † (citat el 997)
- Rainero † (citat el 1015)
- Giovanni IV de Crescenzi-Ottaviani † (inicis de 1044 - 13 o 20 de gener de 1045 elegit papa amb el nom de Silvestre III)
- Giovanni V † (inicis de 1058 - finals de 1061)
- Ubaldo I † (inicis de 1066 - finals de 1068)
- Regizzone (o Regizzo) † (citat el 1073)
- Gregorio (?) † (citat el 1078)
- Donizzone † (citat el 1086)
- Ubaldo II † (1090 - 1094 mort)
- Adalberto, O.S.B. † (1100 - 1101 nomenat antipapa)
- Crescenzio I † (1102 - 1106 mort)
- Cinzio (o Cencio) † (1106 - finals de 1112 o nel 1116 mort)
- Crescenzio II † (1116 - vers 1127 mort)
- Corrado della Suburra, C.R.L. † (desembre de 1127 - 8 de juliol de 1153 elegit papa amb el nom d'Anastasi IV)
- Gregorio della Suburra † (20 d'abril de 1154 - 1163 mort)
- Konrad von Wittelsbach † (1163 - 25 d'octubre de 1200 mort)
  - Giovanni † (inicis de 1172 - finals de 1173) (pseudocardenal de l'antipapa Calixt III)
- Giovanni di San Paolo, O.S.B. † (1204 - finals de 1214 mort)
- Pierre Duacensis † (1217 - inicis de 1221 mort)
- Aldobrandino Caetani (o Ildebrando) † (1221 - 11 de gener de 1223 mort)
- Thomas Olivier (od Oliver) † (28 de setembre de 1225 - 11 de setembre de 1227 mort)
- Jean Halgrin d'Abbeville, O.S.B.Clun. † (18 de setembre de 1227 - 28 de setembre de 1237 mort)
- Goffredo da Castiglione † (1239 - 25 d'octubre de 1241 elegit papa amb el nom de Celestí IV)
- Guglielmo di Modena, O.Cart. † (28 de maig de 1244 - 31 de març de 1251 mort)
- Pierre de Bar † (febrer o març de 1252 - 1252 o 1253 mort)
- Gui Foucois † (17 de desembre de 1261 - 5 de febrer de 1265 elegit papa amb el nom de Climent IV)
- Bertrand de Saint-Martin, O.S.B. † (3 de juny de 1273 - 28 de març de 1275 o 1277 mort)[3]
- Gerardo Bianchi † (12 d'abril de 1281 - 1 de març de 1302 mort)
- Pedro Rodríguez † (15 de desembre de 1302 - 20 de desembre de 1310 mort)
- Arnaud de Faugères (o Falguières) † (19 de desembre de 1310 - 12 de setembre de 1317 mort)
- Guillaume Pierre Godin, O.P. † (12 de setembre de 1317 - 4 de juny de 1336 mort)
- Matteo Orsini, O.P. † (18 de desembre de 1338 - 18 d'agost de 1340 mort)
- Pedro Gómez Barroso † (d'agost de 1341 - 14 de juliol de 1348 mort)
- Bertrando di Deux † (4 de novembre de 1348 - 21 d'octubre de 1355 mort)
- Gil Álvarez de Albornoz, C.R.S.A. † (desembre de 1356 - 23 o 24 d'agost de 1367 mort)
- Guillaume d'Aigrefeuille, O.S.B. † (17 de setembre de 1367 - 4 d'octubre de 1369 mort)
- Philippe de Cabassole † (31 de maig de 1370 - 27 d'agost de 1372 mort)
- Jean de Blauzac † (de setembre de 1372 - 6 de juliol de 1379 mort)
- Hughes de Montelais (o Montrelaix) iuniore † (finals de 8 de juliol de 1379 - 25 de febrer de 1384 deposat)
- Pierre de Sortenac (o de Bernier) † (de març de 1384 - 16 o 17 d'agost de 1390 mort)
- Philippe d'Alençon † (4 de juny de 1380 - 1388 nomenat bisbe d'Òstia i Velletri) (deposat i reinserit pel Papa Urbà VI)
  - Jaume d'Aragó † (1391 - 30 de maig de 1396 mort) (pseudocardenal de l'antipapa Climent VII)
- Francesco Carbone, O.Cist. † (desembre de 1392 - 18 de juny de 1405 mort)
  - Jean Flandrin † (13 de juny de 1405 - 8 de juliol de 1415 mort) (pseudocardenal de l'antipapa Climent VII)
- Enrico Minutolo † (2 de juliol de 1409 - 17 de juny de 1412 mort)
- Pedro Fernández de Frías † (23 de setembre de 1412 - 19 de setembre de 1420 mort)
  - Francesco Lando † (7 de juny de 1424 - 23 de desembre de 1424) (in commendam)
- Francesco Lando † (23 de desembre de 1424 - 26 de desembre de 1427 mort)
- Giordano Orsini † (14 de març de 1431 - 29 de maig de 1438 mort)
- Branda Castiglione † (29 de gener de 1440 - 4 de febrer de 1443 mort)
- Basilio Bessarione † (5 de març de 1449 - 23 d'abril de 1449 nomenat bisbe de Frascati)
- Amadeu VIII de Savoia † (23 d'abril de 1449 - 7 de gener de 1451 mort)
- Isidoro da Tessalonica † (7 de febrer de 1451 - 27 d'abril de 1463 mort)
- Juan de Torquemada, O.P. † (5 de maig de 1463 - 26 de setembre de 1468 mort)
- Basilio Bessarione † (14 d'octubre de 1468 - 18 de novembre de 1472 mort) (per segona vegada)
- Alain de Coëtivy † (11 de desembre de 1472 - 3 de maig de 1474 mort)
- Berardo Eroli † (23 de maig de 1474 - 2 d'abril de 1479 mort)
- Giuliano della Rovere † (19 d'abril de 1479 - 31 de gener de 1483 nomenat bisbe d'Òstia i Velletri, posteriorment elegit papa amb el nom de Juli II)
- Oliviero Carafa † (31 de gener de 1483 - 18 de setembre de 1495 seu transferida a Magliano Sabina)

### Cardenals bisbes de Sabina amb seu a Magliano Sabina
- Oliviero Carafa † (18 de setembre de 1495 - 29 de novembre de 1503 nomenat bisbe d'Òstia i Velletri)
- Girolamo Basso della Rovere † (29 de novembre de 1503 - 1 de setembre de 1507 mort)
- Raffaele Sansoni Riario † (10 de setembre de 1507 - 22 de setembre de 1508 nomenat bisbe de Porto i Santa Rufina)
- Giovanni Antonio Sangiorgio † (22 de setembre de 1508 - 14 de març de 1509 mort)
- Bernardino López de Carvajal y Sande † (28 de març de 1509 - 24 d'octubre de 1511 deposat)
- Francesco Soderini † (29 d'octubre de 1511 - 27 de juny de 1513 nomenat bisbe de Tívoli)
- Bernardino López de Carvajal † (27 de juny de 1513 - 24 de juliol de 1521 nomenat bisbe d'Òstia i Velletri) (per segona vegada)
- Niccolò Fieschi † (24 de juny de 1521 - 18 de desembre de 1523 nomenat bisbe de Porto i Santa Rufina)
- Alessandro Farnese † (18 de desembre de 1523 - 20 de maig de 1524, nomenat bisbe de Porto i Santa Rufina, posteriorment elegit papa amb el nom de Pau III)
- Antonio Maria Ciocchi del Monte † (20 de maig de 1524 - 15 de juny de 1524 nomenat bisbe de Porto i Santa Rufina)
- Pietro Accolti † (15 de juny de 1524 - 12 de desembre de 1532 mort)
- Giovanni Domenico de Cupis † (16 de desembre de 1532 - 26 de febrer de 1535 nomenat bisbe de Porto i Santa Rufina)
- Bonifacio Ferrero † (26 de febrer de 1535 - 28 de novembre de 1537 nomenat bisbe de Porto i Santa Rufina)
- Lorenzo Campeggi † (28 de novembre de 1537 - 19 de juliol de 1539 mort)
- Antonio Sanseverino, O.S.Io.Hier. † (4 d'agost de 1539 - 8 de gener de 1543 nomenat bisbe de Porto i Santa Rufina)
- Antonio Pucci † (8 de gener de 1543 - 12 d'octubre de 1544 mort)
- Giovanni Salviati † (17 d'octubre de 1544 - 8 d'octubre de 1546 nomenat bisbe de Porto i Santa Rufina)
- Gian Pietro Carafa † (8 d'octubre de 1546 - 28 de febrer de 1550 nomenat bisbe de Frascati, posteriorment elegit papa amb el nom de Pau IV)
- François de Tournon † (28 de febrer de 1550 - 13 de març de 1560 nomenat bisbe d'Òstia i Velletri)
- Robert de Lénoncourt † (13 de març de 1560 - 4 de febrer de 1561 mort)
- Giovanni Gerolamo Morone † (10 de març de 1561 - 18 de maig de 1562 nomenat bisbe de Palestrina)
- Cristoforo Madruzzo † (18 de maig de 1562 - 12 de maig de 1564 nomenat bisbe de Palestrina)
- Alessandro Farnese il giovane † (12 de maig de 1564 - 7 de febrer de 1565 nomenat bisbe de Frascati)
- Ranuccio Farnese, O.S.Io.Hier. † (7 de febrer de 1565 - 29 d'octubre de 1565 mort)
- Tiberio Crispo † (7 de novembre de 1565 - 6 d'octubre de 1566 mort)
- Giovanni Michele Saraceni † (7 d'octubre de 1566 - 27 d'abril de 1568 mort)
- Giovanni Battista Cicala (o Cicada) † (30 d'abril de 1568 - 8 d'abril de 1570 mort)
- Ottone di Waldburg † (12 d'abril de 1570 - 3 de juliol de 1570 nomenat bisbe de Palestrina)
- Giulio della Rovere † (3 de juliol de 1570 - 8 d'abril de 1573 nomenat bisbe de Palestrina)
- Giovanni Ricci † (8 d'abril de 1573 - 3 de maig de 1574 mort)
- Scipione Rebiba † (5 de maig de 1574 - 23 de juliol de 1577 mort)
- Giacomo Savelli † (31 de juliol de 1577 - 9 de juliol de 1578 nomenat bisbe de Frascati)
- Giovanni Antonio Serbelloni † (9 de juliol de 1578 - 5 d'octubre de 1578 nomenat bisbe de Palestrina)
- Antoine Perrenot de Granvelle † (5 d'octubre de 1578 - 21 de setembre de 1586 mort)
- Innico d'Avalos d'Aragó, O.S. † (13 d'octubre de 1586 - 2 de març de 1589 nomenat bisbe de Frascati)
- Tolomeo Gallio † (2 de març de 1589 - 20 de març de 1591 nomenat bisbe de Frascati)
- Gabriele Paleotti † (20 de març de 1591 - 23 de juliol de 1597 mort)
- Ludovico Madruzzo † (18 d'agost de 1597 - 21 de febrer de 1600 nomenat bisbe de Frascati)
- Girolamo Rusticucci † (21 de febrer de 1600 - 19 de febrer de 1603 nomenat bisbe de Porto i Santa Rufina)
- Simeone Tagliavia d'Aragona † (19 de febrer de 1603 - 20 de maig de 1604 mort)
- François de Joyeuse † (24 de maig de 1604 - 17 d'agost de 1611 nomenat bisbe d'Òstia i Velletri)
- Antonio Maria Sauli † (17 d'agost de 1611 - 16 de setembre de 1615 nomenat bisbe de Porto i Santa Rufina)
- Benedetto Giustiniani † (16 de setembre de 1615 - 31 d'agost de 1620 nomenat bisbe de Porto i Santa Rufina)
- Pietro Aldobrandini † (31 d'agost de 1620 - 10 de febrer de 1621 mort)
- Odoardo Farnese † (3 de març de 1621 - 27 de setembre de 1623 nomenat bisbe de Frascati)
- Bonifazio Bevilacqua Aldobrandini † (27 de setembre de 1623 - 7 de setembre de 1626 nomenat bisbe de Frascati)
- Carlo Gaudenzio Madruzzo † (16 de setembre de 1626 - 14 d'agost de 1629 mort)
- Scipione Caffarelli-Borghese † (20 d'agost de 1629 - 2 d'octubre de 1633 mort)
- Felice Centini, O.F.M.Conv. † (28 de novembre de 1633 - 24 de gener de 1641 mort)
- Francesco Cennini de' Salamandri † (25 de febrer de 1641 - 6 de març de 1645 nomenat bisbe de Porto i Santa Rufina)
- Carlo de' Medici † (6 de març de 1645 - 23 d'octubre de 1645 nomenat bisbe de Frascati)
- Francesco Barberini seniore † (23 d'octubre de 1645 - 23 de setembre de 1652 nomenat bisbe de Porto i Santa Rufina)
- Bernardino Spada † (23 de setembre de 1652 - 11 d'octubre de 1655 nomenat bisbe de Palestrina)
- Giulio Cesare Sacchetti † (11 d'octubre de 1655 - 28 de juny de 1663 mort)
- Marzio Ginetti † (2 de juliol de 1663 - 11 d'octubre de 1666 nomenat bisbe de Porto i Santa Rufina)
- Francesco Maria Brancaccio † (11 d'octubre de 1666 - 30 de gener de 1668 nomenat bisbe de Frascati)
- Giulio Gabrielli † (30 de gener de 1668 - 31 d'agost de 1677 mort)
- Niccolò Albergati-Ludovisi † (13 de setembre de 1677 - 1 de desembre de 1681 nomenat bisbe de Porto i Santa Rufina)
- Pietro Vito Ottoboni † (1 de desembre de 1681 - 15 de febrer de 1683 nomenat bisbe de Frascati, posteriorment elegit papa amb el nom d'Alexandre VIII)
- Carlo Pio de Savoia † (15 de febrer de 1683 - 13 de febrer de 1689 mort)
- Paluzzo Paluzzi Altieri degli Albertoni † (28 de febrer de 1689 - 8 d'agost de 1691 nomenat bisbe de Palestrina)
- Giannicolò Conti † (8 d'agost de 1691 - 20 de gener de 1698 mort)
- Gaspare Carpegna † (27 de gener de 1698 - 6 d'abril de 1714 mort)
- Fulvio Astalli † (16 d'abril de 1714 - 26 d'abril de 1719 nomenat bisbe d'Òstia i Velletri)
- Francesco Pignatelli, C.R. † (26 d'abril de 1719 - 12 de juny de 1724 nomenat bisbe de Frascati)
- Francesco Acquaviva d'Aragona † (12 de juny de 1724 - 9 de gener de 1725 mort)
- Pietro Ottoboni † (29 de gener de 1725 - 24 de juliol de 1730 nomenat bisbe de Frascati)
- Annibale Albani † (24 de juliol de 1730 - 9 de setembre de 1743 nomenat bisbe de Porto i Santa Rufina)
- Vincenzo Bichi † (23 de setembre de 1743 - 10 d'abril de 1747 nomenat bisbe de Frascati)
- Raniero d'Elci † (10 d'abril de 1747 - 9 d'abril de 1753 nomenat bisbe de Porto i Santa Rufina)
- Silvio Valenti Gonzaga † (9 d'abril de 1753 - 28 d'agost de 1756 mort)
- Joaquín Fernández de Portocarrero Mendoza † (20 de setembre de 1756 - 22 de juny de 1760 mort)
- Gian Francesco Albani † (21 de juliol de 1760 - 15 de març de 1773 nomenat bisbe de Porto i Santa Rufina)
- Carlo Rezzonico iuniore † (15 de març de 1773 - 29 de gener de 1776 nomenat bisbe de Porto i Santa Rufina)
- Andrea Corsini † (15 de juliol de 1776 - 18 de gener de 1795 mort)
- Giovanni Archinto † (1 de juny de 1795 - 9 de febrer de 1799 mort)
- Giovanni Andrea Archetti † (2 d'abril de 1800 - 5 de novembre de 1805 mort)
- Ippolito Antonio Vincenti Mareri † (3 d'agost de 1807 - 21 de març de 1811 mort)
- Lorenzo Litta † (26 de setembre de 1814 - 1 de maig de 1820 mort)
- Tommaso Arezzo † (29 de maig de 1820 - 3 de febrer de 1833 mort)
- Carlo Odescalchi † (15 d'abril de 1833 - 30 de novembre de 1838 renuncià)
- Antonio Domenico Gamberini † (18 de febrer de 1839 - 25 d'abril de 1841 mort)
- Luigi Emmanuele Nicolò Lambruschini, B. † (24 de gener de 1842 - 11 de juliol de 1847 nomenat bisbe de Porto, Santa Rufina i Civitavecchia)
- Giacomo Luigi Brignole † (11 de juny de 1847 - 23 de juny de 1853 mort)
- Gabriele Ferretti † (12 de setembre de 1853 - 13 de setembre de 1860 mort)
- Girolamo D'Andrea † (28 de setembre de 1860 - 14 de maig de 1868 mort)
- Karl August von Reisach † (22 de juny de 1868 - 22 de desembre de 1869 mort)
- Giuseppe Milesi Pironi Ferretti † (21 de març de 1870 - 2 d'agost de 1873 mort)
- Luigi Maria Bilio, B. † (22 de desembre de 1873 - 30 de gener de 1884 mort)
- Tommaso Maria Martinelli, O.E.S.A. † (24 de març de 1884 - 30 de març de 1888 mort)
- Luigi Serafini † (1 de juny de 1888 - 1 de febrer de 1894 mort)
- Mario Mocenni † (18 de maig de 1894 - 14 de novembre de 1904 mort)
- Francesco di Paola Cassetta † (27 de març de 1905 - 27 de novembre de 1911 nomenat bisbe de Frascati)
- Gaetano De Lai † (27 de novembre de 1911 - 3 de juny de 1925 nomenat bisbe de Sabina i Poggio Mirteto)

### Bisbes de Poggio Mirteto
- Nicola Crispigni (o Grispigni) † (24 de gener de 1842 - 27 de març de 1867 nomenat bisbe de Foligno)
- Angelo Rossi † (21 de desembre de 1874 - 24 de gener de 1882 nomenat bisbe de Tarquinia i Civitavecchia)
- Luciano Saracani, O.F.M. † (27 de març de 1882 - 1888 renuncià)
- Paolo de Sanctis † (1 de juny de 1888 - 22 de juny de 1896 renuncià)
- Domenico Ambrosi † (22 de juny de 1896 - 19 de desembre de 1899 nomenat bisbe de Terracina, Priverno i Sezze)
- Giuseppe Gandolfi † (14 de desembre de 1899 - 26 de setembre de 1906 nomenat bisbe de Jesi)
- Bartolomeo Mirra † (22 d'agost de 1908 - 28 de març de 1917 mort)
- Luigi Ferretti † (17 de novembre de 1917 - 24 de març de 1924 nomenat bisbe de Macerata-Tolentino)

### Cardenals bisbes de Sabina i Poggio Mirteto
- Gaetano De Lai † (3 de juny de 1925 - 24 d'octubre de 1928 mort)
- Donato Raffaele Sbarretti Tazza † (17 de desembre de 1928 - 1 d'abril de 1939 mort)
- Enrico Sibilia † (11 de desembre de 1939 - 4 d'agost de 1948 mort)
- Adeodato Giovanni Piazza, O.C.D. † (14 de març de 1949 - 30 de novembre de 1957 mort)
- Marcello Mimmi † (9 de juny de 1958 - 6 de març de 1961 mort)
- Giuseppe Antonio Ferretto † (26 de març de 1961 - 23 de maig de 1962 nomenat titular de Sabina i Poggio Mirteto)

### Cardenals bisbes del títol de Sabina i Poggio Mirteto, després de Sabina-Poggio Mirteto
- Giuseppe Antonio Ferretto † (23 de maig de 1962 - 17 de març de 1973 mort)
- Antonio Samorè † (12 de desembre de 1974 - 3 de febrer de 1983 mort)
- Agnelo Rossi † (25 de juny de 1984 - 21 de maig de 1995 mort)
- Eduardo Francisco Pironio † (11 de juliol de 1995 - 5 de febrer de 1998 mort)
- Lucas Moreira Neves, O.P. † (25 de juny de 1998 - 8 de setembre de 2002 mort)
- Giovanni Battista Re, des de l'1 d'octubre de 2002

### Bisbes de Sabina i Poggio Mirteto, després de Sabina-Poggio Mirteto
- Marco Caliaro, C.S. † (23 de maig de 1962 - 9 de gener de 1988 renuncià)
- Nicola Rotunno † (27 de febrer de 1988 - 30 de juliol de 1992 renuncià)
- Salvatore Boccaccio † (30 de juliol de 1992 - 9 de juliol de 1999 nomenat bisbe de Frosinone-Veroli-Ferentino)
- Lino Fumagalli (31 de desembre de 1999 - 11 de desembre de 2010 nomenat bisbe de Viterbo)
- Ernesto Mandara, des del 10 de juny de 2011

## Estadístiques
A finals del 2010, la diòcesi tenia 175.808 batejats sobre una població de 187.351 persones, equivalent al 93,8% del total.
| any  | població | població | població | sacerdots | sacerdots       | sacerdots       | sacerdots             | diaques | religiosos | religiosos | parroquies |
| ---- | -------- | -------- | -------- | --------- | --------------- | --------------- | --------------------- | ------- | ---------- | ---------- | ---------- |
| any  | batejats | total    | %        | total     | clergat secular | clergat regular | batejats por sacerdot | diaques | homes      | dones      |            |
| 1950 | 85.502   | 86.647   | 98,7     | 110       | 79              | 31              | 777                   |         | 61         | 229        | 71         |
| 1970 | 106.649  | 106.985  | 99,7     | 162       | 133             | 29              | 658                   |         | 34         | 321        | 77         |
| 1980 | 116.724  | 117.586  | 99,3     | 122       | 97              | 25              | 956                   | 1       | 37         | 240        | 78         |
| 1990 | 132.884  | 134.486  | 98,8     | 126       | 90              | 36              | 1.054                 |         | 40         | 190        | 82         |
| 1999 | 144.192  | 146.281  | 98,6     | 136       | 103             | 33              | 1.060                 | 2       | 38         | 202        | 82         |
| 2000 | 144.192  | 146.281  | 98,6     | 93        | 60              | 33              | 1.550                 | 1       | 37         | 202        | 82         |
| 2001 | 161.052  | 164.052  | 98,2     | 115       | 82              | 33              | 1.400                 | 6       | 46         | 192        | 82         |
| 2003 | 161.052  | 164.052  | 98,2     | 101       | 80              | 21              | 1.594                 | 6       | 27         | 164        | 82         |
| 2004 | 162.385  | 165.385  | 98,2     | 114       | 78              | 36              | 1.424                 | 6       | 51         | 161        | 82         |
| 2010 | 175.808  | 187.351  | 93,8     | 109       | 77              | 32              | 1.612                 | 6       | 45         | 189        | 82         |